# Людський голос (фільм, 1979)
«Людський голос» («Žmogaus balsas») — радянський телефільм-моноопера 1979 року, знятий режисером Ядвігою-Зінаїдою Янулявічюте на студії «Литовський телефільм».

## Сюжет
Моноопера за одноактною п'єсою Жана Кокто на музику Франсіса Пуленка. Жінка, кинута коханцем, розмовляє з ним по телефону, але зв'язок постійно переривається.

## У ролях
- Гедре Каукайте — головна роль

## Знімальна група
- Режисер — Ядвіга-Зінаїда Янулявічюте
- Оператор — Йонас Марцінкявічюс
- Художник — Галюс Клічус